# Dania (lydskriftsystem)
 For alternative betydninger, se Dania (flertydig). (Se også artikler, som begynder med Dania)
Dania er et lydskriftsystem, der er beregnet til at notere lyde i dansk samt danske dialekter.:32  I ældre danske ordbøger m.m., hvor man angiver udtale, bruges typisk Dania – eller tilrettede versioner heraf. 
Lydskrift i Dania noteres i firkantede klammer. Eksempelvis ordet gud: [ɡuð]. Dania benytter alle bogstaver i det danske alfabet samt nogle ekstra tegn, såsom [ð] og specialtegn, der ikke findes i almindelige tegnsæt. Visse tegn, der normalt er synonyme på dansk, har i Dania forskellige betydninger – eksempelvis [œ] og [æ].
Systemet har navn efter Dania: Tidsskrift for Folkemål og Folkeminder (1890-1903), hvori det først blev publiceret – på initiativ af bl.a. Otto Jespersen

## Lydskriftsystemet

### Tryk, stød og længde
| Tegn | Navn      | Beskrivelse |
| ---- | --------- | --- |
| '    | hovedtryk | tegnet angiver, at den efterfølgende stavelse har tryk, f.eks. i ananas [ˈanaˌnas], chokolade [ᶊokoˈla·ðə]              |
| ˌ    | bitryk    | tegnet angiver at den efterfølgende stavelse har et tryk der er lidt svagere end hovedtryk, f.eks. udbrede [ˈuðˌbræ'ðə] |
| ʼ    | stød      | tegnet angiver at den forudgående lyd har stød, f.eks. sen [ˈseʼn], sind [ˈsenʼ]                                        |
| ·    | længde    | tegnet angiver at den forudgående vokal er lang, f.eks. male [ˈma·lə]                                                   |

## Unicode
Ikke alle tegn i Dania findes i Unicode, men mange kan findes i lydskrift-blokkene (IPA-udvidelser og fonetiske udvidelser).

### Konsonanter
|                 | Lukke     | Lukke   | Midtåbning | Midtåbning | Sideåbning | Snurren |
| --------------- | --------- | ------- | ---------- | ---------- | ---------- | ------- |
|                 | Næselyd   | Mundlyd | Tynd       | Bred       | Sideåbning | Snurren |
| Læber           | m         | p b     | ƕ w        | - ƀ        |            |         |
| Underlæbe       | ʍ         |         |            | f v        |            |         |
| Tungespids      | n         | t d     | s z        | þ ð        | l; ł       | ?¹ ʀ    |
| Tungespids      | ṇ         | ṭ -     | ς ζ        | - ṛ        | ḷ          |         |
| Do. og fortunge | ᶇ         | ƫ ᶁ     | ᶊ          |            | ᶅ          |         |
| Fortunge        | ꬼ (el. ꬻ) | ȶ² ȡ²   | ʃ ʓ        | c ꜧ/ɧ j    | ȴ²         |         |
| Midttunge       |           | ᶄ² ꬶ    |            | χ γ        |            |         |
| Bagtunge        | ƞ         | k ɡ/g   |            | x q/ɋ      |            | ꭋ ?¹    |
| Tungerod        |           |         |            | ?¹ r       |            |         |
| Strube          |           | ʼ -     |            | h -        |            |         |

1. Dette symbol findes ikke i Unicode.
2. Dette er en tilnærmelse. I Dania vender krøllen den modsatte vej, men et sådant tegn findes ikke i Unicode. Hvad angår ᶄ, har Dania-symbolet en krølle.

### Vokaler
| Fortunge | Fortunge     | Midttunge | Midttunge | Bagtunge | Bagtunge |
| -------- | ------------ | --------- | --------- | -------- | -------- |
| Urundede | Rundede      | Urundede  | Rundede   | Urundede | Rundede  |
| i / ꞁ̇    | y / ɥ        | ᴉ         | ü / u̇     |          | u / ȣ    |
| e / ɛ    | ø / o̤        | ə         | ȯ         |          | o, 0 / ꜵ |
| æ/æ      | o⃥ (ɵ ᴓ⁴) / ö | ɜ         | ɔ̇         | ɑ̇ / ɑ    | å / ɔ    |
| ä        | ɔ̈            | ɒ, ɹ      |           | a        |          |

4. Dette er en tilnærmelse. Der findes ikke et spejlvendt ø i Unicode. Dog kan man bruge tegnet U+20E5 "Combining Reverse Solidus Overlay" til at lave en baglæns skråstreg på et o.